# Sven-Ingvar Johansson

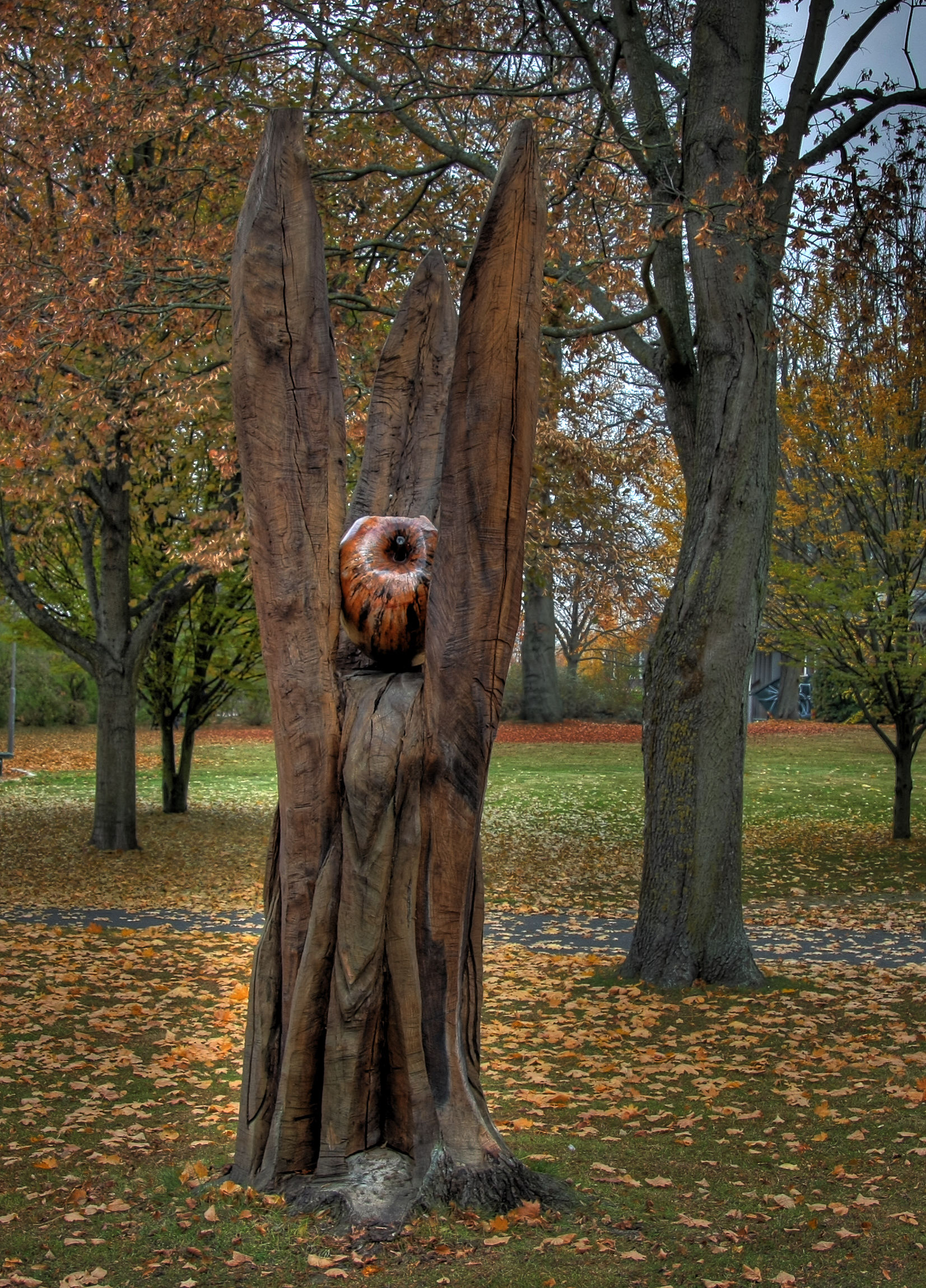
Ett av flera konstverk i Hembygdsparken i Hässleholm, sågat i almar, som angripits av almsjuka

Sven-Ingvar Johansson, född 1962 i Göteryd, är en svensk konstnär som bland annat gjort många offentliga utsmyckningar i södra Sverige.
Sven-Ingvar Johansson är utbildad vid Konstskolan i Kristianstad och Grafikskolan Forum i Malmö. Han har haft över 50 separatutställningar, den första på kulturhuset Blomé i Älmhult 1989, och något 60-tal grupp- och samlingsutställningar. Han finns representerad på flera museer.
Sven-Ingvar Johansson väljer gärna natur- och vardagsmotiv och arbetar bland annat i akvarell och torrnålsteknik, men skulpterar också med motorsåg. I den sistnämnda tekniken har han hållit kurser vid naturbruksgymnasiet i Osby och skapat offentlig konst på flera orter.

## Offentlig konst i urval
- Korparna och Pilgrimsfalk, trä, 2009, Råshult
- Väktarna, Första avenyn, Hässleholm
- Ett antal skulpturer av/i alm i Hembygdsparken i Hässleholm
- Friskytten, trä, Sibbarp skans, Osby

Johansson är representerad vid bland annat Kalmar konstmuseum.